# アメリカン航空587便墜落事故
アメリカン航空587便墜落事故（アメリカンこうくう587びんついらくじこ）は、2001年11月12日にアメリカン航空のエアバスA300-600型機がジョン・F・ケネディ国際空港を離陸後すぐに墜落した航空事故である。
ドミニカ共和国のラス・アメリカス国際空港行きだった587便は、前方を飛行するボーイング747の後方乱気流に遭遇した。その際に副操縦士が方向舵を過剰に操作したことで垂直尾翼に過大な空気力荷重がかかり、尾翼が胴体から分離した。操縦不能に陥った事故機は住宅地に墜落して爆発炎上した。搭乗者260人全員と地上で巻き込まれた5人が死亡した。
アメリカ同時多発テロ事件からわずか2か月後の墜落であったことから当初はテロの可能性も疑われたものの、アメリカ国家運輸安全委員会による調査により事故であると結論づけられた。副操縦士の不要で過剰なラダーペダル（方向舵ペダル）操作が事故原因であり、それを引き起こした背景にはアメリカン航空が実施していた非現実的な訓練シナリオと、エアバスA300-600型機のラダーペダルの軽い操作性があったことが明らかとなった。

## 事故当日のアメリカン航空587便

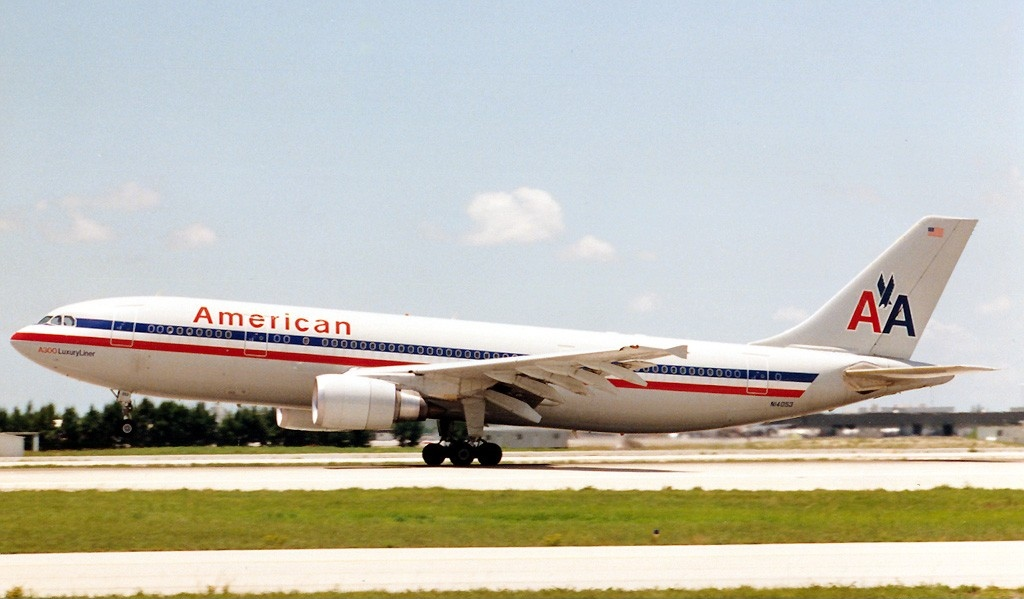
事故機のエアバスA300型機（機体記号N14053、1989年撮影）

アメリカン航空587便（以下、AA587便）は、アメリカ合衆国ニューヨークのジョン・F・ケネディ国際空港からドミニカ共和国サントドミンゴのラス・アメリカス国際空港へ向かう定期旅客便だった。
2001年11月12日の機材はエアバス・インダストリー（現・エアバス）社製のA300-605R型機で、機体記号は「N14053」だった。A300-605RはA300-600型機の1形式で、ワイドボディ（双通路）の双発ジェット旅客機である。この機体は1988年7月に新造機として納入され、事故までの総飛行時間は37,550時間、飛行回数は14,934回であった。客席は2クラス制でビジネスクラスが16席、コーチクラスが236席の計251席であった。当日は5席の空席があったものの搭乗券を持たない5人の乳幼児が搭乗しており、乗客数は251人と実質的に満席であった。当該便には運航乗務員2名と客室乗務員7名が乗務し、搭乗者数の合計は260人だった。
A300-600型機はパイロット2名で運航可能な旅客機である。この日のAA587便の機長は42歳の男性だった。彼はアメリカ空軍予備役およびゼネラル・アビエーションで合計1,922時間の飛行経験を積んだ後、1985年にアメリカン航空に入社した。1988年9月にA300型機の運航資格を取得して副操縦士として乗務を開始し、1998年8月からA300型機の機長として乗務していた。アメリカン航空での飛行時間は8,050時間、そのうちA300型機の機長としての飛行時間は1,723時間だった。
副操縦士は34歳の男性で、1991年にアメリカン航空に入社し、1998年にA300型機の運航資格を取得した。彼はアメリカン航空に入社する前に、他社やゼネラル・アビエーションで3,220時間の飛行経験があった。アメリカン航空での飛行時間は合計4,403時間で、そのうち1,835時間はA300型機の副操縦士として飛行していた。アメリカン航空の記録によると事故当日までに、この機長と副操縦士のペアで36回飛行していた。

## 事故の経過

### 出発から離陸まで
東部標準時11月12日8時51分に定期通報されたJFK空港の気象情報によると、風は310度の方角から風速11ノット（秒速5.7メートル）、視程は10マイル（約16キロメートル）で高度4,300フィート（約1,300メートル）に僅かな雲があった。

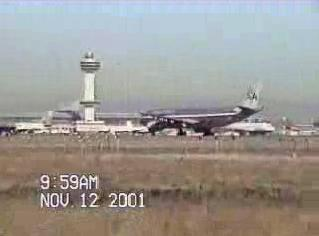
滑走路31Lに入った事故機。事故当日にJFK空港内の工事現場のカメラ映像に残っていたもので、画像中の時刻は正確ではない。

9時1分33秒、地上管制はAA587便に滑走路31Lまでの地上走行を許可した。続けて地上管制は、日本航空47便（以下JL47便）の後ろについて飛行場管制 (local controller) に通信設定するようAA587便に指示した。JL47便はボーイング747-400型機だった。
9時11分8秒、飛行場管制はJL47便に離陸許可を与え、同便は離陸した。およそ30秒後、飛行場管制はAA587便に対して後方乱気流（ウェイク・タービュランス）への注意を促した上で滑走路31Lで待機するよう指示した。
9時13分21秒、機長は操縦を担当するよう副操縦士に伝えた。フライト・データ・レコーダー (Flight Data Recorder; FDR) によると、墜落まで自動操縦装置は使用されなかった。
9時13分28秒、飛行場管制はAA587便に離陸を許可した。9時13分35秒、副操縦士は機長に先行機との距離が充分か尋ね、機長は「滑走するから大丈夫、我々が浮揚するまでに5マイル（約8キロメートル）離れるさ、それがアイデアです (we'll be all right once we get rollin'. He's supposed to be five miles by the time we're airborne, that's the idea)」と答えた。
後方乱気流とは、飛行機の後方に発生する乱気流である。その一種である翼端渦は、翼の両端から発生する螺旋状の渦流であり、周囲の空気を巻き込みながら成長して数分間持続する。飛行するために大きな揚力を必要とする飛行機、すなわち重量の大きい飛行機ほど強い翼端渦が発生する。低空を飛行する軽量機が翼端渦に巻き込まれると墜落の危険もある。翼端渦を避けるため、飛行機の最大離陸重量に応じた間隔をあけて飛行することが規則に定められていた。JL47便（747型機）とAA587便（A300型機）の場合、時間にして2分または距離にして7.4キロメートルあけることになっていた。
AA587便は9時13分51秒に離陸滑走を開始し、9時14分29秒に浮揚した。先行するJL47便との時間差は1分40秒であった。事故後の調査によると両機間の距離は常に水平で8キロメートル（約5マイル）、垂直で1,160メートル以上離れていた。9時14分43秒、飛行場管制はAA587便に左旋回してJL47便と同じ経路を取り、ニューヨーク・ターミナルレーダー進入管制 (Terminal Radar Approach Control ; TRACON) に通信設定するよう指示した。9時15分5秒、TRACONの管制官はAA587便に対し高度13,000フィート（約4,000メートル）へ上昇するよう指示した。9時15分29秒、機長は「クリーン・マシーン (clean machine)」 を宣言した。これは、降着装置と高揚力装置が全て収納されたことを意味する。

### 後方乱気流への遭遇
9時15分35秒ごろ、AA587便は左右の翼を水平にして高度1,700フィート（約520メートル）を上昇していた。ここからAA587便は前方を飛ぶJL47便の後方乱気流に2回遭遇する。1回目の遭遇は9時15分36秒ごろである。この時、下方向の荷重が 0.7G（Gは重力加速度）に減少したことをFDRは記録している。これは、体重が7割になることに相当し、体が浮き上がるように感じる状態である。
後方乱気流への最初の遭遇と時を同じくして、TRACONの管制官はAA587に左旋回してWAVEY（航法上の交差点）へ向かうよう指示していた。9時15分41秒、機長がこの指示に従っている旨を応答し、これがAA587便から管制への最後の通信となった。AA587便は左にバンク角をとって左旋回に入った。9時15分45秒ごろ、機長が「ちょっとした後方乱気流だな (little wake turbulence, huh?)」と発言し、副操縦士は「ええ (yeah)」と答えた。
9時15分51秒、AA587便は2度目の後方乱気流に遭遇した。FDRの記録によると、下向きの荷重が 1.0G（地上での重力加速度に等しい値）から 0.6G まで変化した。9時15分51秒から53秒までに、コックピット・ボイス・レコーダ (CVR) にはドシン、カチッ、ドシン、ドシンという音が記録されていた。同54秒、副操縦士は緊張した声で「最大出力 (max power)」と言った。この時の飛行速度は、240ノット（時速約444キロメートル）だった。

### 過剰な反応
後方乱気流への2回目の遭遇直後から、副操縦士は操縦輪を左右に激しく回した。それと同時に左右のラダーペダルもほぼ限界まで繰り返し踏み替えた。
ラダーペダルは、操縦席の足元にあり垂直尾翼後縁の方向舵を操作するペダルである。右のラダーペダルを踏むと方向舵面が右に振れて機首が右を向く。反対に左のラダーペダルを踏むと方向舵面は左に振れる。ラダーペダルの踏み替えにより、AA587便の方向舵は繰り返し左右に振れた。
機長は「大丈夫か？ (you all right?)」と尋ね、副操縦士は「ええ、大丈夫です (yeah, I'm fine)」と答えた。続けて機長は「しっかり保持しろ、しっかり保持しろ (hang onto it, hang onto it)」と声をかけた。
9時15分57秒、副操縦士は「パワーお願いします (Let's go for power please)」と言った。CVRには、ほぼ同時に大きなドシンという音が、そして1秒弱後に大きなバンという音が録音されていた。この時点で垂直尾翼の右後部の接続部が破壊され、垂直尾翼が分離した。この時点の飛行速度は251ノット（時速約465キロメートル）だった。

### 墜落

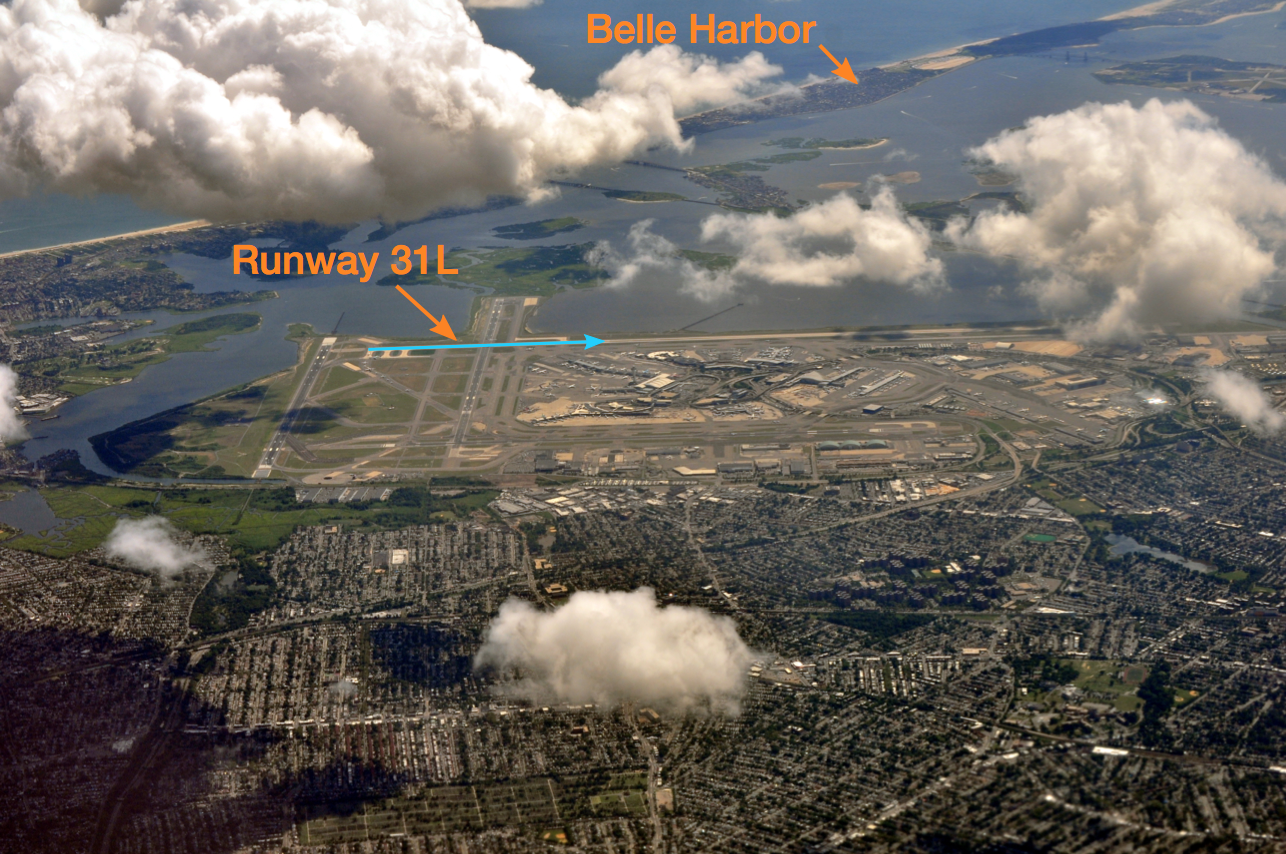
JFK空港の滑走路31L (Runway 31L) を離陸したAA587便は、ニューヨークのベルハーバー (Belle Harbor) 地区に墜落した。

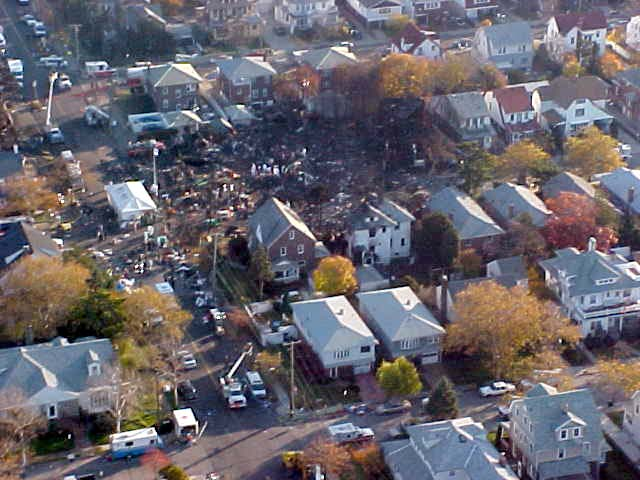
墜落地点の空撮写真。

9時16分4秒に失速警報音が鳴り出し、その3秒後、副操縦士は「いったいどうなっているんだ…抜け出せない (what the hell are we into...we’re stuck in it)」と言った。9時16分12秒、機長は「抜け出すんだ、抜け出すんだ (get out of it, get out of it)」と叫び、その2秒後、CVRの録音は終了している。
白煙を引きながら落下するAA587便が多くの人に目撃された 。飛行機の主要部分は、JFK空港から約8キロメートル南西に位置するベルハーバー地区に墜落、爆発炎上した。
墜落の衝撃と火災により機体は破壊された。巻き込まれた住宅4棟が破壊され、周囲の6棟の住宅が損傷した。落下中に左右のエンジンが翼から分離し、左エンジンは直撃こそしなかったもののガソリンスタンド付近に、右エンジンは車道に置かれていたボートに落下した。また、大小の破片が墜落地点までの経路に散乱した。
現場には消防車40台以上と約350人の消防士が駆けつけ消火と救助にあたった。しかし、搭乗者の生存は絶望的で、巻き添えとなった住民を含め265人の遺体が同日中に収容された。当時のニューヨーク市長のルドルフ・ジュリアーニは現場に急行し、消防士や警察官の迅速な活動を労うとともに市民に冷静な対応を呼びかけた。

## 事故かテロか
本事故はアメリカ同時多発テロ事件からわずか2か月後の出来事であったことから新たなテロの可能性が疑われ、ニューヨーク市民の間に緊張が走った。ニューヨーク市は最高レベルの警戒態勢を発動し、墜落現場周辺およびマンハッタン島に通じる橋やトンネル、地下鉄が封鎖された。JFK空港に加えてニューヨーク近郊のラガーディア空港とニューアーク空港が閉鎖され、エンパイア・ステート・ビルディングでも安全対策のため退去命令が出された。ニューヨークにある国連本部では国連総会の開催中であったが予防的措置として建物が一時封鎖され、全ての歩行者と車両の立ち入りが禁じられた。アメリカ空軍は複数の基地から戦闘機を緊急発進させて全米上空の警備にあたった。
大統領府内に設置されていた国土安全保障局の局長は、本事故の連絡を受けてすぐに同国司法省、連邦捜査局 (Federal Bureau of Investigation; FBI)、運輸省、連邦緊急事態管理庁の各長官および国防総省と連邦航空局 (Federal Aviation Administration; FAA) の高官らと連絡を取り墜落原因を分析した。事故とテロの両面で墜落原因の調査が開始されたものの、まもなく事故であった可能性が高いと判断され、国家運輸安全委員会 (National Transportation Safety Board; NTSB) に調査が委ねられた。

## 事故調査

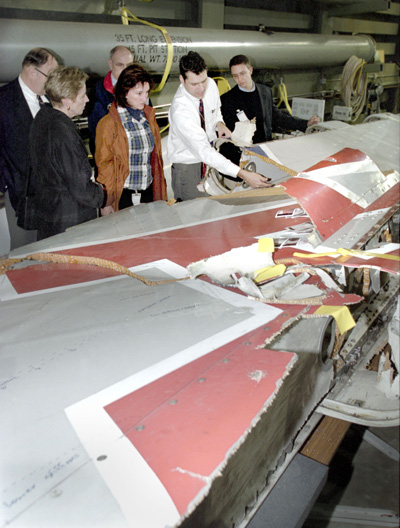
事故機の垂直尾翼を前にNTSB委員長のマリオン・ブレイキー（右から3番目の女性）に調査状況を報告している様子（2002年2月11日撮影）。

パイロットは2人ともアメリカ合衆国が定める資格要件を満たしており、乗務に悪影響を及ぼすような医学的問題も確認されなかった。また、2人の疲労は本事故の要因ではないと判断された。事故機の整備は適切に行われていたことも確認された。
事故機のCVRはエンジン分離後もバックアップ電源により動作し、8時45分35秒から9時16分14秒までの音声を記録していた。CVRからはコックピット内の音声情報を良好な品質で得ることができた。FDRには81時間超のデータが残っていた。そのうち事故のフライトについては、9時14分28秒から同16分1秒までの約1分33秒のデータが記録されていた。
マリン・パークウェイ＝ギル・ホッジス記念橋の監視カメラ映像にAA587便が写っていた。映像にはAA587便は白い筋を引きながら降下している様子が残っておりFDR停止後の同機の解析などに用いられた。

### エンジンには問題がなかった
事故機の落下途中に左右のエンジンが分離していた。当初エンジンの異常が事故原因として疑われたものの、エンジンが分離したのは操縦不能に陥る過程、すなわち垂直尾翼の分離後だとCVRとFDRのデータから確認された。離陸から上昇にかけてエンジンに不具合はなく、エンジン操作も正常に行われていた。そして落下中に目撃された機体火災については、エンジン分離によって漏れた燃料に引火したものかエンジンのサージングによるものと事故調査委員会は結論づけた。

### なぜ垂直尾翼が分離したか
先行機との飛行間隔を含めて管制官の指示は適切だった。AA587便が遭遇した2回目の後方乱気流は、それ単独で異常姿勢をもたらすものではなかった。データ解析の結果、垂直尾翼の分離を発端として事故機は操縦不能に陥ったことが判明した。

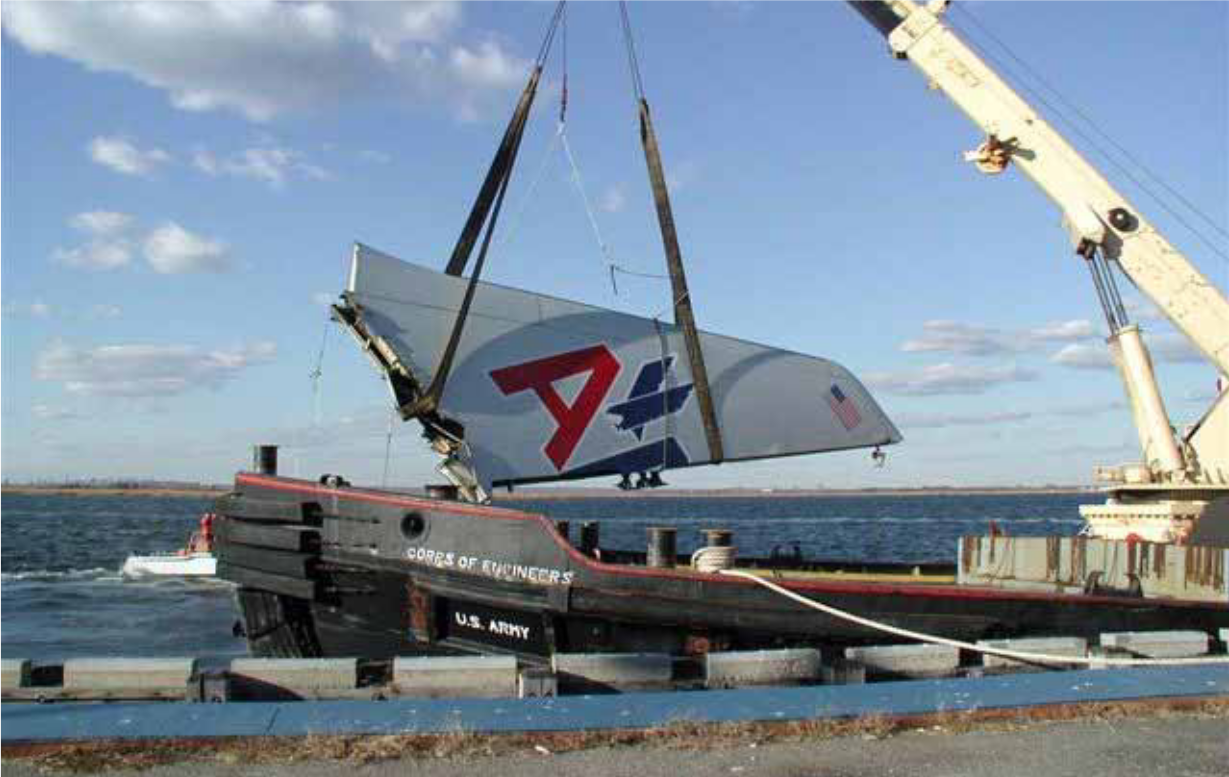
回収された事故機の垂直尾翼。飛行中に分離した尾翼はジャマイカ湾内で発見された。

垂直尾翼は、墜落地点から1.2キロメートル北のジャマイカ湾内で発見・回収された。
A300-600型機の垂直尾翼は、左右3対の接合部によって胴体に固定されている。そして、この接合部および垂直尾翼の一次構造の部材には炭素繊維強化プラスチック (CFRP) が使用されていた。
本事故は複合材料を用いた尾翼が飛行中に分離した初めての事例であったことから、構造の強度や耐久性に疑問が呈された。事故から4日後にはFAAとフランスの民間航空当局が協調し、A300-600型機とエアバスA310型機について垂直尾翼と胴体の接合部および垂直安定板と方向舵の接合部を点検するように、運航者に対して緊急の耐空性改善命令を発行した。
しかし、回収された残骸を調査した結果、尾翼と胴体の固定部には疲労や欠陥の痕跡はなく、過大応力による破壊の特徴が認められた。
CVRやFDRなどの各種データと数値流体力学に基づくコンピュータシミュレーションを用いて事故機の挙動解析が行われた。この解析により、事故機がどう動いたか、どのような操縦入力があったか、そしてどのような空気力荷重が垂直尾翼にかかったのか分析された。
2回目の後方乱気流に遭遇した直後、すなわち垂直尾翼が胴体から分離する7秒前から、左右のラダーペダルがほとんど限度まで繰り返し踏み込まれていた。その結果、横滑り角（ヨー軸まわりの回転を表す角度）が増大し、垂直尾翼に極めて大きい荷重がかかった。垂直尾翼には、尾翼を横に倒すように働く曲げモーメントと、垂直軸回りに回転させるよう働くねじりモーメントが作用する。垂直尾翼には振動的な荷重がかかり、ペダルの踏み替えとともにその振幅が増大した。
航空機を設計する際には、「制限荷重」と「終極荷重」という2つの荷重が設定される。飛行中に予想される最大の荷重を「制限荷重」といい、設計上の不確かさや製造上のばらつきを考慮して制限荷重に安全率（一般には1.5倍）を乗じたものが「終極荷重」である。調査の結果、事故機の垂直尾翼の付け根にかかった荷重は終極荷重を超え、制限荷重のおよそ2倍に達したと推定された。
有限要素法を用いた構造解析が行われ、尾翼と胴体をつなぐ6か所の接合部のうち、まず右後方の構造物が破断したと推定された。続いてほぼ同時に残りの接続部が破壊され、垂直尾翼は分離した。この推定結果は、エアバス社が開発時に実施していた耐久試験の結果と一致していた。さらには、事故機の残骸に残された痕跡および事故後に行われた破壊試験の結果とも合致するものだった。尾翼の性能や破壊の挙動は設計どおりであり、FAAによる認証内容とも整合していた。
大きな荷重が尾翼にかかった原因は、後方乱気流ではなく過剰な方向舵操作にあった。A300-600型機の操縦系統では、ラダーペダルの操作量はリンク機構と索を介して尾部の方向舵に伝達される。また、方向舵操縦系統には、ヨーダンパーやトリム、自動操縦装置の操縦入力を加えるためのアクチュエータが備わっている。各アクチュエータの操作量はラダーペダルにもフィードバックされる。FDRに記録された方向舵の操作パターンは、ヨーダンパーや自動操縦装置からは出力され得ないものだった。
したがって、事故のきっかけとなった方向舵の挙動は、操縦していた副操縦士によるものと結論づけられた。もし尾翼が分離する前にラダーペダルの過剰な操作を副操縦士が止めていれば、機体の安定が回復し事故は防げたと事故調査報告書は述べている。

### 過剰なラダーペダル操作
なぜ副操縦士はラダーペダルを過剰に操作したのか。その要因として事故調査報告書は次の3点を指摘している。
1点目は副操縦士が後方乱気流に対して過激（アグレッシブ）に反応する傾向があったこと、2点目は彼が受けたアメリカン航空の訓練内容、そして3点目はエアバスA300-600型機の方向舵操作系の特性である。

#### 副操縦士の傾向
事故調査において、アメリカン航空の機長の1人から事故機の副操縦士に関する証言を得た。彼は、この副操縦士とボーイング727型機を数回運航した経験があった。そのうちの1回で後方乱気流に遭遇した際に、副操縦士はラダーペダルを目一杯まで繰り返し踏みかえた。この時、この機長は驚いて、副操縦士にペダル操作が非常にアグレッシブだと指摘した。それに対して、副操縦士はアメリカン航空の先進航空機操作プログラム  (Advanced Aircraft Maneuvering Program; AAMP) でこのようにラダーペダルを使うよう指導されたと答えた。そこで機長は、AAMPで教わるラダーペダルの使用例は低速飛行の場合についてであり、AAMPの内容を復習してペダルの使用を控えるよう促した。この機長によると、のちに後方乱気流に遭遇した際には副操縦士はペダルを目一杯踏み込むことはなかったが、それでも「とても素早く」踏み替えていた。このようなペダル操作をするパイロットに出会ったことがなかったため、727型機の機長はこの副操縦士との出来事を鮮明に覚えていた。一方で、後方乱気流への対応を除くと、副操縦士の操縦能力は素晴らしいと評価される水準だった。

#### アメリカン航空の訓練
AAMPは不測の事態に対する訓練であり、座学やビデオ学習、シミュレーター訓練などで構成された。1997年に副操縦士が受講した座学では、異常姿勢からの回復にラダーペダルを使うことを推奨していた。そして、シミュレーター訓練の中にはAA587便の状況と似たシナリオがあった。その訓練では、ボーイング747型機の後を離陸して後方乱気流に注意するよう告げられる。そして上昇中、軽い揺れに続いて機体が10度ロールする。ここまではAA587便と類似しているものの、シミュレーターでは続いて反対側に急激に90度以上ロールする。このシナリオはA300-600型機には非現実的であった。
加えて、このシミュレーター訓練では操縦輪とラダーペダルの働きの一部が抑制されており、揺動が始まってから10秒間またはロールの傾きが50度を超えるまで補助翼と方向舵が利かなくされていた。舵を抑制していることはパイロットに知らされなかった。その上で、教官は異常姿勢に素早く対処するよう指示していた。さらに、アメリカン航空のA300-600型機のシミュレーターではラダーペダルの操作性が実機と異なっていた。ラダーペダルには、踏み込んだ際に反力が返るよう弾性が設定されている。シミュレーターではソフトウェアによってこの弾性を模擬していたが、その特性は実機よりも柔らかく、ペダルをより奥まで踏み込めるようになっていた。
異常姿勢からの回復法を教えるつもりで作成した訓練プログラムであったものの、シミュレーターの設定が非現実的であった。後方乱気流に対する回復操作について誤った認識を与え、実際の飛行には不適切で危険とさえ言えるものだった。
実はアメリカン航空は、FAAや航空機メーカーからAAMPの内容を是正するよう求められていた。これに対して、アメリカン航空が実施した修正は部分的であり、ラダーの過剰な強調が本事故までに完全に解消されることはなかった。

#### ラダーペダルの操作性
A300-600型機のラダー・コントロール・システムは、先行機となるA300第1世代（エアバスA300参照）のシステムを基本としていたが、以下の2点が変更されていた。
1点目はA300-600型機では、ラダーペダルの操作力（ペダルを踏むのに要する力）が小さくされたことである。第1世代からA300-600型機へ改良する際に操縦輪の操舵力（操作に必要な力）が減らされており、それと整合させるためだった。
2点目は、ペダル踏み込み量を方向舵の作動量に変換する機構が変更されたことである。ペダルには可動範囲を制限する機械的なストッパーが備わっており、A300型機の第1世代では、その可動範囲は一定であった。そして、操縦の感度がほぼ一定になるように、ペダル踏み込み量に対する方向舵角を飛行速度に応じて変化させる設計であった。それに対してA300-600型機では、ペダル踏み込み量と方向舵角の比率を固定し、ペダルの可動範囲を飛行速度によって変化させる方式に改められた。設計を単純化して深刻な故障を避けるためだった。
この2点の変更により、A300-600型機では小さいペダル操作力で大きな機体運動を生じるようになった。事故後に調査された航空運送事業用の航空機のなかで、A300-600型機のペダル操作力は最も軽かった。事故調査委員会は、これらのラダーの設計内容が周知されていなかったことも副操縦士の過剰な操作に繋がったとしている。

#### なぜ2回目の後方乱気流だったのか
事故機は後方乱気流に2回遭遇したが、副操縦士は1回目ではなく2回目の後方乱気流に対して過剰に反応していた。事故調査委員会は、その要因として機体のバンク角を指摘している。1回目の遭遇時には、バンク角はほぼ0（左右の翼が水平）であった。そこから管制官の指示に従って左旋回を開始し、バンク角が左に約23度傾いたあたりで2回目の後方乱気流に遭遇した。事故調査でのシミュレーションによると、後方乱気流により（操縦入力がなければ）さらに10度左にロールさせる力が働いたと推定された。ただし、このシミュレーションによると方向舵で操作するヨー軸には大きな変化がなかった。左にバンクしている状態で、機体がさらに左へ回転しようとしたことで、副操縦士は乱気流に対し過剰に反応した可能性がある。

### 機長の対応
2回目の後方乱気流から副操縦士がラダーペダルを激しく操作した際、機長は大丈夫か尋ね、しっかり保持するよう声をかけたものの、操縦を交代することはなかった。機長は、飛行機の挙動は後方乱気流によるものと考えていた節があることに加え、短時間で事態が進行して機長が得られた情報が限られていたことから、機長の対応は理解できる範囲だと事故調査報告書は述べている。

### 事故原因
2004年10月26日に事故調査報告書は採択され、本事故の原因は次のように結論された。

## マニューバリング・スピードに関する誤解
事故調査が進むにつれて、設計上の設定速度の一つである「デザイン・マニューバリング・スピード」(design maneuvering speed) について、パイロットの多くが誤解していることが明らかになった。
設計においてマニューバリング・スピードとは、「加速度が1Gの状態から、パイロットが最大限度で、もしくは操縦装置のストッパーまで操縦入力を急激に加えても飛行機が耐えられる最大速度」である。飛行機を設計する際には、ピッチ（縦揺れ）、ロール（横揺れ）、ヨー（偏揺れ）の3軸それぞれについて別個に単一の最大入力が加わった場合を考える。アメリカの連邦航空規則 (FAR) における設計基準では、方向舵を繰り返し操作したり複数の舵面を併せて操作したりした場合は考慮せず、そのような場合の強度は保証されていない。実際に、事故機はマニューバリング・スピードを下回る速度で致命的な構造破壊が生じた。
事故調査の過程で、「デザイン・マニューバリング・スピードより低速であればラダーペダルをどのように操作しても構造的損傷が起きるような荷重は生じない」という誤った考えがパイロットの間に広がっていることが判明した。事故当時、高速飛行時の方向舵操作の危険性が、一般の多くのパイロットには十分には理解されていなかった。NTSBは、FAAが発行していたパイロット・ハンドブックや連邦航空規則にマニューバリング・スピードに対する誤解を招く表記があったと指摘している。

## 事故後の対策
再発防止のためNTSBはFAAに対し複数の勧告を出した。その中には以下の内容が含まれている：
- デザイン・マニューバリング・スピード以下であっても大きな操舵の繰り返しは危険であると周知すること
- 異常姿勢からの回復訓練が誤解や逆効果を生まないよう訓練の作成指針を制定すること
- ラダーペダルの感度制限を含めたヨー軸の安全な操縦特性を確保するよう連邦航空規則の認証基準を改定し、既存機もこの新基準で再評価すること

また、A300-600型機ならびにA310型機について危険なラダーペダル操作が行われた場合の安全性を向上させるようFAAおよびフランスの民間航空当局に対して勧告した。
大きな操舵の繰り返しの危険性については、A300-600型機等のフライトマニュアルに警告が追加され、パイロットへの周知がなされた。2010年10月には連邦航空規則が改定され、以後型式証明を受ける大型機のフライトマニュアルには「急速かつ大きな操舵の繰り返し」により構造破壊が起こりうることを盛り込むことが必須となった。合わせてマニューバリング・スピードの誤解を招く連邦航空規則の記載も改められた。
アメリカン航空は訓練プログラムを見直し、異常姿勢からの回復訓練の内容を改めた。加えて同社は、方向舵の使用法、ラダーペダルのリミッターの動作、垂直尾翼にかかる負荷と横滑り角との関係などをパイロットに周知する措置を講じた。
しかし、3点目のラダーペダルの感度制限を含む操縦特性については基準改定に時間を要している。
本事故から8年後の2008年1月10日、制限荷重を超える荷重がラダーにかかる事故が再び発生した。エアカナダのエアバスA319型機が後方乱気流に遭遇した際に、本事故と同様にラダーペダルが過剰に繰り返し操作され、13人が重軽傷を負って緊急着陸した。
NTSBはこの事故を受け、2010年8月にエアバス機の監督責任をもつ欧州航空安全機関 (EASA) に対してもFAAと同様にヨー軸の操縦特性に関する基準改定を求める勧告を行った。2016年の段階でFAAとEASAはともに改定作業中であると回答、2018年7月ににFAAは連邦航空規則の改定案を公表し、NTSBは改定案は勧告に沿っていると評価している。
このほか、本事故の調査過程でFDRの記録に問題があったことが判明していた。事故機のFDRではフィルタリング後の信号データのみが記録されており、操縦翼面の厳密な位置情報が残されていなかった。必要なデータが正確に記録されるように、FDRの改善対策についてもNTSBはFAAに勧告を行った。

## 犠牲者
| 国籍           | 乗客 | 乗員 | 地上 | 計  |
| -------------- | ---- | ---- | ---- | --- |
| アメリカ合衆国 | 176  | 9    | 5    | 190 |
| ドミニカ共和国 | 68   | 0    | 0    | 68  |
| 台湾           | 3    | 0    | 0    | 3   |
| フランス       | 2    | 0    | 0    | 2   |
| ハイチ         | 1    | 0    | 0    | 1   |
| イスラエル     | 1    | 0    | 0    | 1   |
| 総計           | 251  | 9    | 5    | 265 |

本事故では、乗客251人と乗員9人の搭乗者260人全員が死亡した。また、地上で巻き込まれた住民5名が死亡した。
事故が起きた2001年11月時点で、JFK空港とドミニカ共和国の間の直行便は週に51便運航されており、同年12月には増便も計画されていた。ニューヨークとドミニカ共和国を結ぶ路線は、大半がアメリカン航空によって運航され、実質的に同社の独占路線となっていた。事故機の乗客のおよそ9割はドミニカ系だった。マンハッタンに住むドミニカ系住民の間でAA587便は憧れの特別なフライトだった。「ニューヨーク在住の全てのドミニカ系住民は、自身あるいは知人の誰かが同便を利用したことがある」とも言われた。ニューヨークの旅行代理店主の1人は、事故後の取材で「ドミニカ系住民にとって、クリスマス休暇や夏休みにサントドミンゴへ行くことは、ムスリムがメッカへ巡礼するようなものだ」と述べた。ドミニカ系住民は本事故を嘆き悲しんだが、ニューヨーク - サントドミンゴ便の予約状況に本事故の影響は見られなかった。
ドミニカ共和国へ向かうメジャーリーグの選手やスカウトらもAA587便をよく利用していた。事故後早い段階において、当時ニューヨーク・ヤンキースに所属していたドミニカ共和国出身のアルフォンソ・ソリアーノが事故機に搭乗していたという誤報が流れたものの、実際には彼は搭乗しておらず無事だった。彼と同郷でチームメイトだった内野手、エンリケ・ウィルソンは、もともと事故当日のAA587便を予約していたものの、ヤンキースが同年のワールドシリーズに敗退したため数日前の便で帰省していた。
本事故の犠牲者の1人に、ドミニカ共和国出身の26歳女性ヒルダ・マイオールがいた。彼女は2か月前のアメリカ同時多発テロ事件の際にはワールドトレードセンターで働いていたが、幸いにも脱出して九死に一生を得ていた。その後、帰郷のため事故機に搭乗したことで不幸にも事故に遭遇した。

## 追悼施設

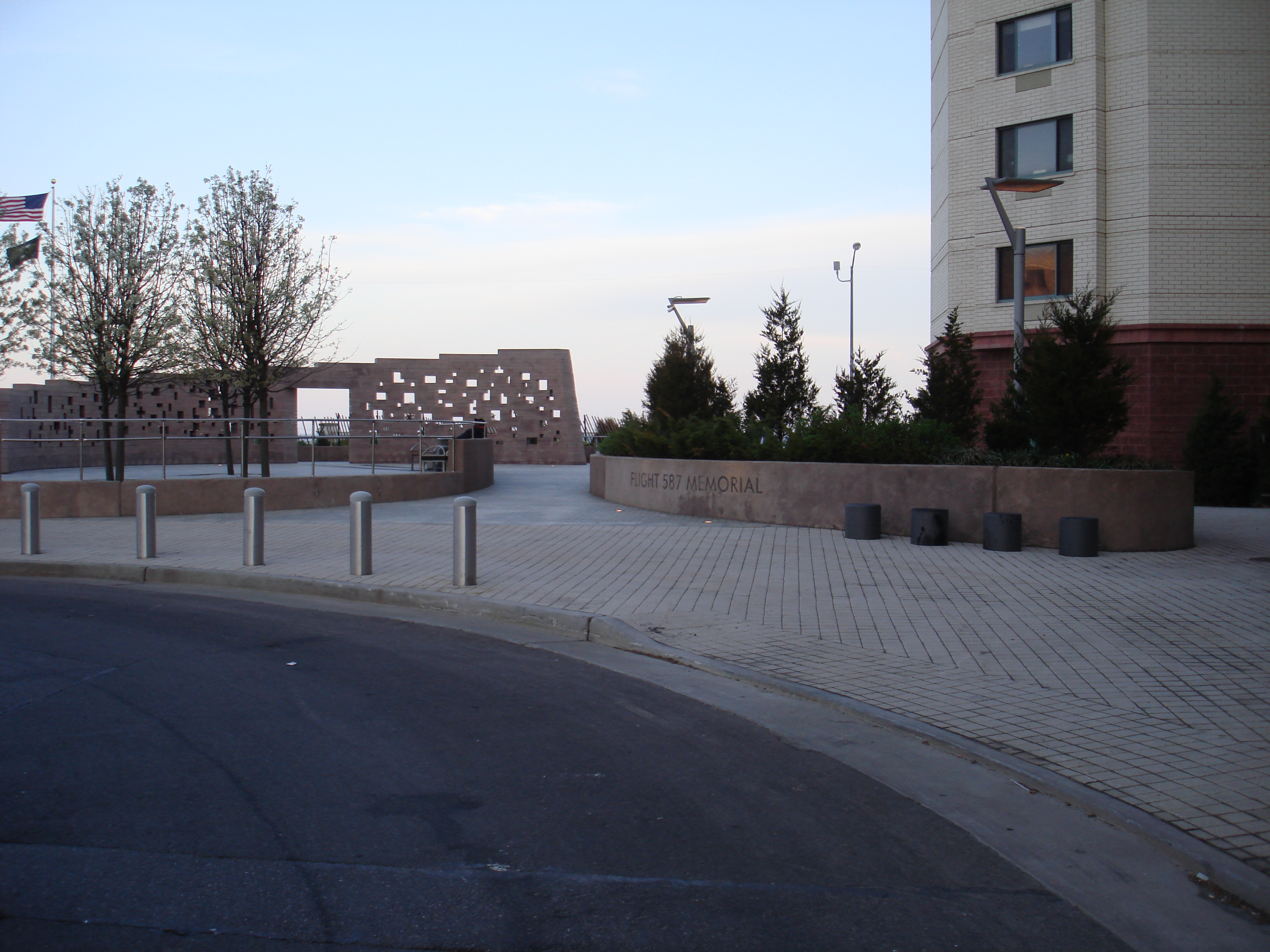
ロッカウェイ・パークにあるAA587便の追悼施設。

ニューヨーク市・クイーンズ区にあるロッカウェイ・パークに本事故の追悼施設が建設された。ロッカウェイ・パークは墜落現場のベルハーバーに隣接する地区である。
事故からちょうど5年後の2006年11月12日、当時のニューヨーク市長のマイケル・ブルームバーグも出席して除幕式が行われた。この事故の犠牲者全員の名前が読み上げられ、墜落した午前9時16分に鐘が鳴らされた。以来、この場所では毎年、同じ日の同じ時間に同様の追悼式典が執り行われている。
追悼碑は湾曲した壁状で、AA587便が目指していたドミニカ共和国の方角を向き海岸に面して立っている。ドミニカ出身のアーティストであるフレディ・ロドリゲスによって設計された。碑には犠牲者全員の名前が刻まれているのに加え、ドミニカの詩人ペドロ・ミアによる次の言葉が英語とスペイン語で記されている。
2007年5月には、身元が特定できなかった遺体片889個が、ブロンクス区のウッドローン墓地にあるマウソレウムに埋葬された。

## 映像化
本事故を主題としたドキュメンタリー作品がいくつか制作されている。2006年には、ナショナルジオグラフィックが『衝撃の瞬間』第4シーズン第1話で「クイーンズ墜落事故」として本事故を取り上げた。2014年には同じくナショナルジオグラフィックの『メーデー!:航空機事故の真実と真相』第11シーズン第5話で「アメリカン航空587便（原題: Queens Catastrophe）」で本事故が描かれた。BBCでもドキュメンタリー番組『ホライゾン』で本事故を主題として取り上げた。